# Włoski grzbietowe
Włoski grzbietowe (łac. chaetae dorsale) – rodzaj szczecinek występujących na grzbiecie mszyc.
Włoski grzbietowe pokrywają grzbietową stronę ciała i mogą być różnie zmodyfikowane. U larw pierwszego stadium ułożone są najczęściej podłużnie w sześciu rzędach. Te najbliżej grzbietu nazywają się rzędami spinalnymi, dalej od niego leżą rzędy pleuralne, a najdalej rzędy marginalne. W dalszych stadiach rozwoju postembrionalnego liczba włosków grzbietowych zwiększa się, a rzędy zacierają.
Zarówno układ, kształt jak i rozmiary włosków odgrywają dużą rolę oznaczaniu tych owadów.